# Projekt 205
Projekt 205 Moskit (Москит; v kódu NATO třída Osa) byla třída raketových člunů sovětského námořnictva z doby studené války. Byly to první plavidla od počátku projektovaná jako raketové čluny. Jejich hlavním úkolem bylo ničení hladinových lodí protivníka. V Sovětském svazu a ČLR jich bylo postaveno cca 400 kusů, přičemž 175 jich bylo exportováno do dalších zemí. U některých zahraničních uživatelů jsou stále v aktivní službě.
Trup raketových člunů Projektu 205 používaly rovněž hlídkové čluny Projektu 205P (v kódu NATO třída Stenka). Další evolucí typu vznikly také útočné čluny Projektu 206 (v kódu NATO třída Shershen), Projektu 206M (v kódu NATO třída Turya) a Projektu 206MR (v kódu NATO třída Matka).

## Pozadí vzniku

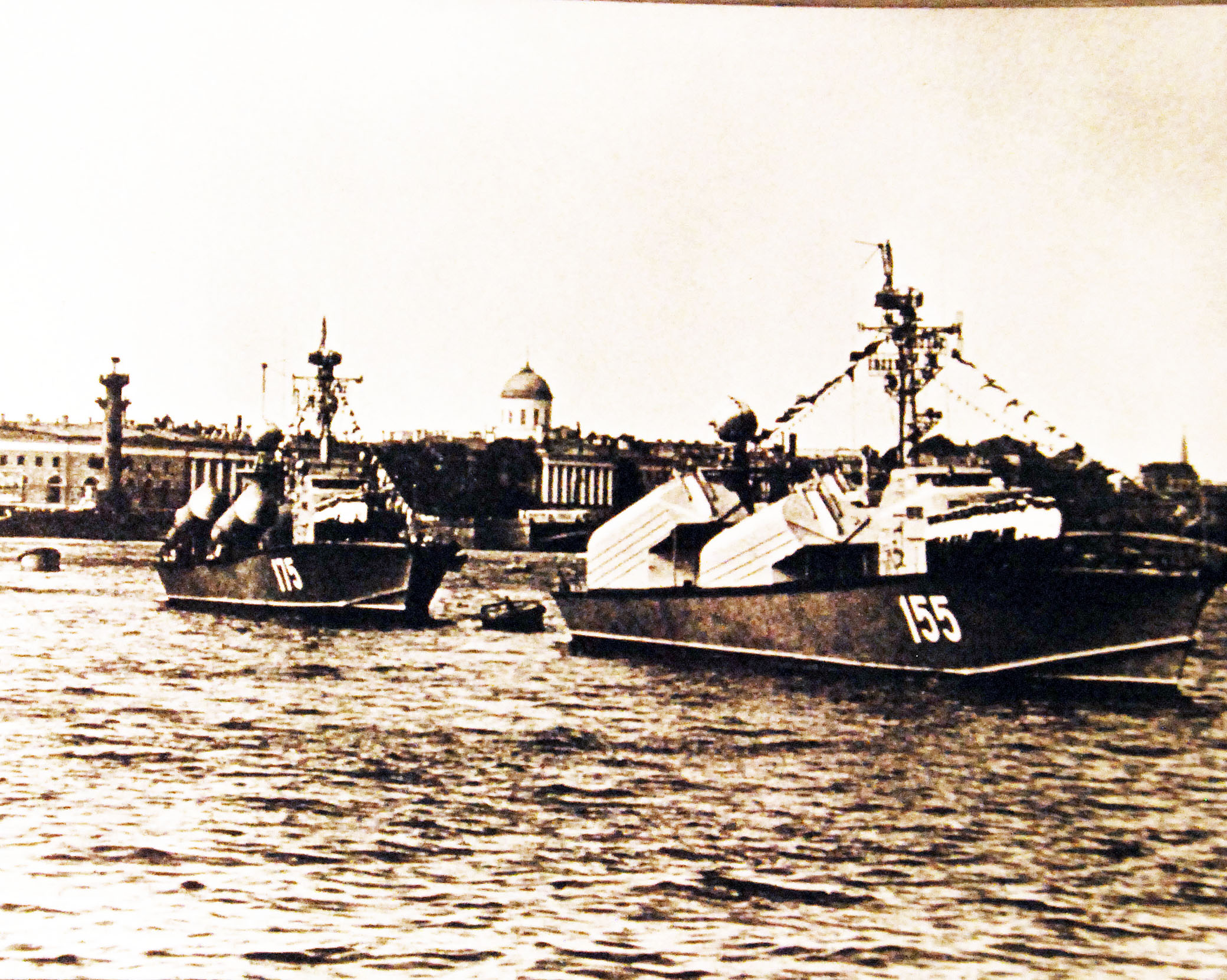
Kotvící sovětské raketové čluny tříd Osa I a Osa II

Tento typ vyvinula Ústřední námořní konstrukční kancelář (CMKB) Almaz. Loděnice sovětského námořnictva v Leningradu, Vladivostoku a Rybinsku postavily v letech 1960–1975 celkem 177 těchto raketových člunů několika modelů, z nichž základní verze představovaly Projekt 205 (třída Osa I) a Projekt 205U (třída Osa II). V letech 1973–1984 bylo navíc v Rybinsku postaveno dalších 87 jednotek exportního modelu Projekt 205ER. Tím dosáhla sovětská produkce této třídy celkových 264 jednotek. Dalších 120 člunů bylo, na základě licence, postaveno v ČLR jako typ 021.

## Konstrukce

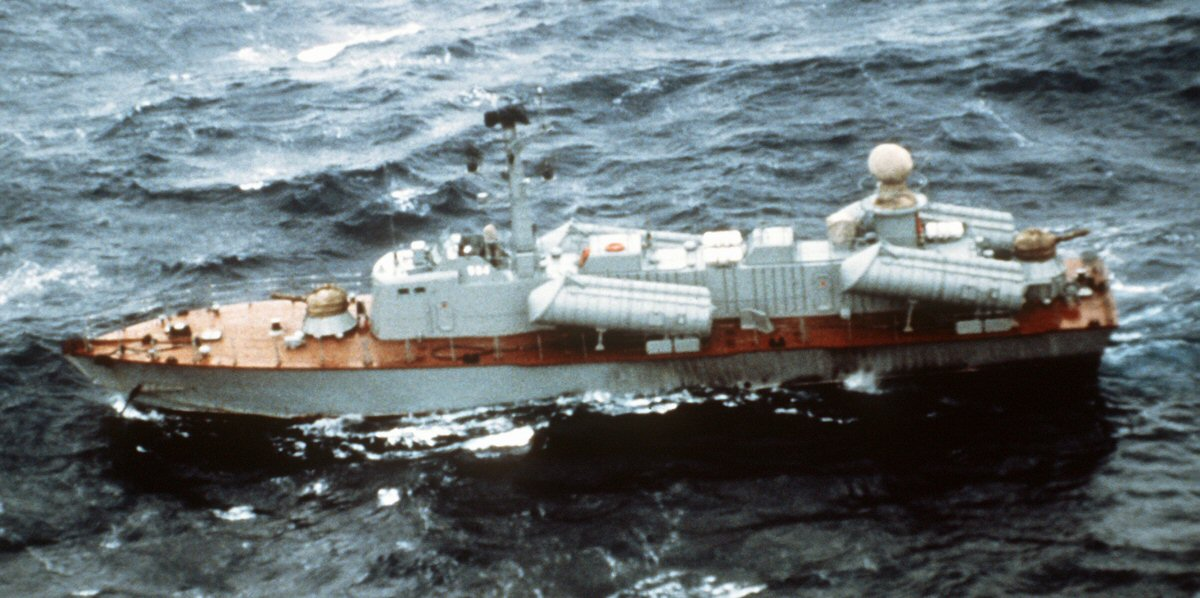
Člun novější varianty projekt 205ER (Osa II) v roce 1982

Hlavní údernou výzbroj člunů tvoří čtyři vypouštěcí kontejnery protilodních střel P-15 Termit (v kódu NATO SS-N-2A Styx) umístěných po dvou na bocích trupu. Čluny třídy Osa II nesou kompaktnější vypouštěcí kontejnery, ve kterých jsou střely P-15 s prodlouženým doletem. Sekundární výzbrojí jsou dva 30mm dvojkanóny AK-230. Pohonný systém tvoří dva diesely. Nejvyšší rychlost dosahuje 35 uzlů.

## Operační služba

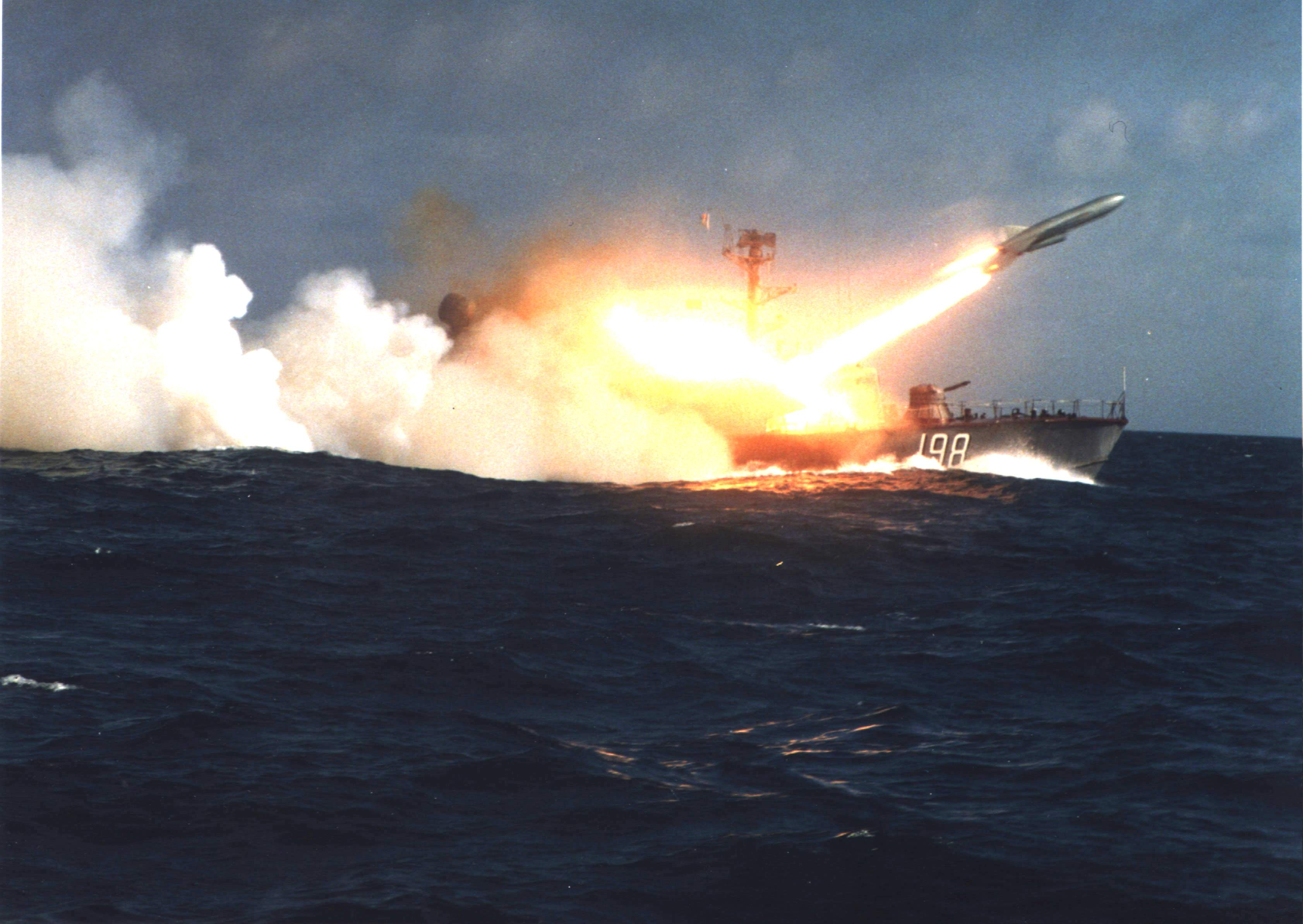
Vypuštění střely P-15 Termit

### Egypt a Sýrie
Během války Jom Kippur utrpěly raketové čluny arabských států porážku od izraelských protějšků typové řady Sa'ar. V bitvě u Latakie potopily izraelské čluny Syřanům kromě dalších plavidel i po jednom raketovém člunu projektu 205 a 183R. Jednalo se o první bitvu raketových člunů. V následující bitvě u Baltimu přišli Egypťané o tři ze čtyř zúčastněných člunů projektu 205. Izraelci se díky rušení vyhnuli zásahu raketami P-15 a naopak zasadili svým protivníkům zničující úder raketami Gabriel Mk.I a dělostřelbou: proti 76mm kanonům namontovaným na izraelských člunech se čluny projektu 205 mohly bránit pouze dvěma 30mm dvojkanóny AK-230. Těmito úspěchy si izraelské raketové čluny vydobyly námořní převahu nad syrským a egyptským námořnictvem.

### Indie
Indie před indicko-pákistánskou válkou z roku 1971 koupila ze Sovětského svazu osm člunů projektu 205 (v Indii označovaných jako třída Vidyut). Čtyři z nich pak jen pár hodin po vypuknutí války v noci ze 4. na 5. prosince 1971 podnikly operaci Trident: útok na pákistánský přístav Karáčí. Během útoku byly raketami P-15 potopeny minolovka PNS Muhafiz a torpédoborec PNS Khyber. Jen o čtyři noci později (8.-9. prosince) uskutečnili Indové operaci Python: další útok na Karáčí, na kterém se podílel rovněž jeden raketový člun projektu 205.

### Irák
Irák nasadil své raketové čluny sovětského projektu 205 a 205U během irácko-íránské války.
Před začátkem války v Zálivu mělo irácké námořnictvo dva nebo tři raketové čluny projektu 205 a šest modernějších člunů projetu 205U. Navíc Irák po obsazení Kuvajtu získal raketové hlídkové čluny TNC-45 a FPB-57. Většina iráckých člunů byla během války zničena koaličními letadly a vrtulníky, což znovu potvrdilo jejich zranitelnost ze vzduchu.

## Uživatelé
Angola
- Angolské námořnictvo

 Ázerbájdžán

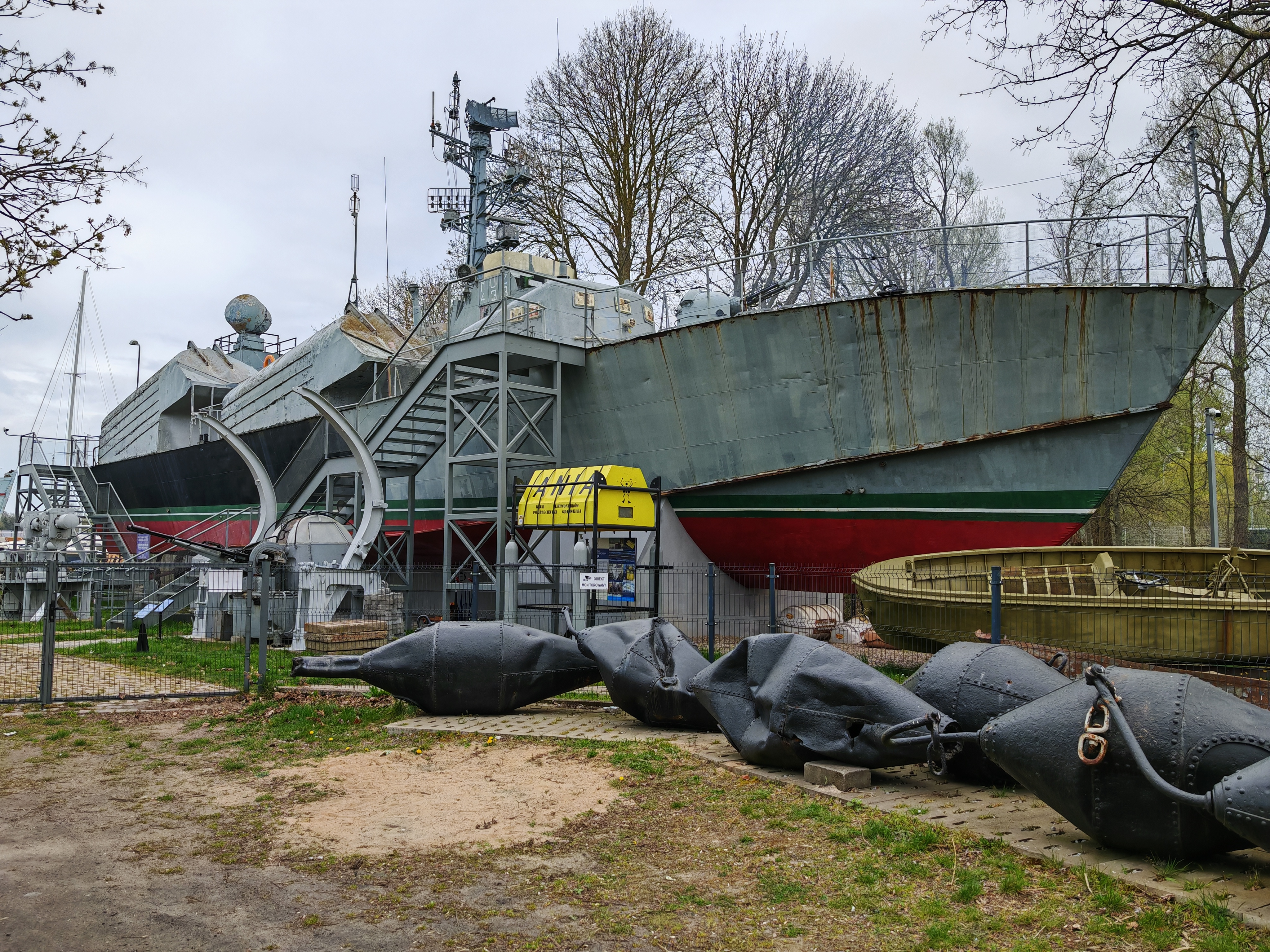
Polský raketový člun ORP Władysławowo vystavený v Kolobřehu v roce 2025

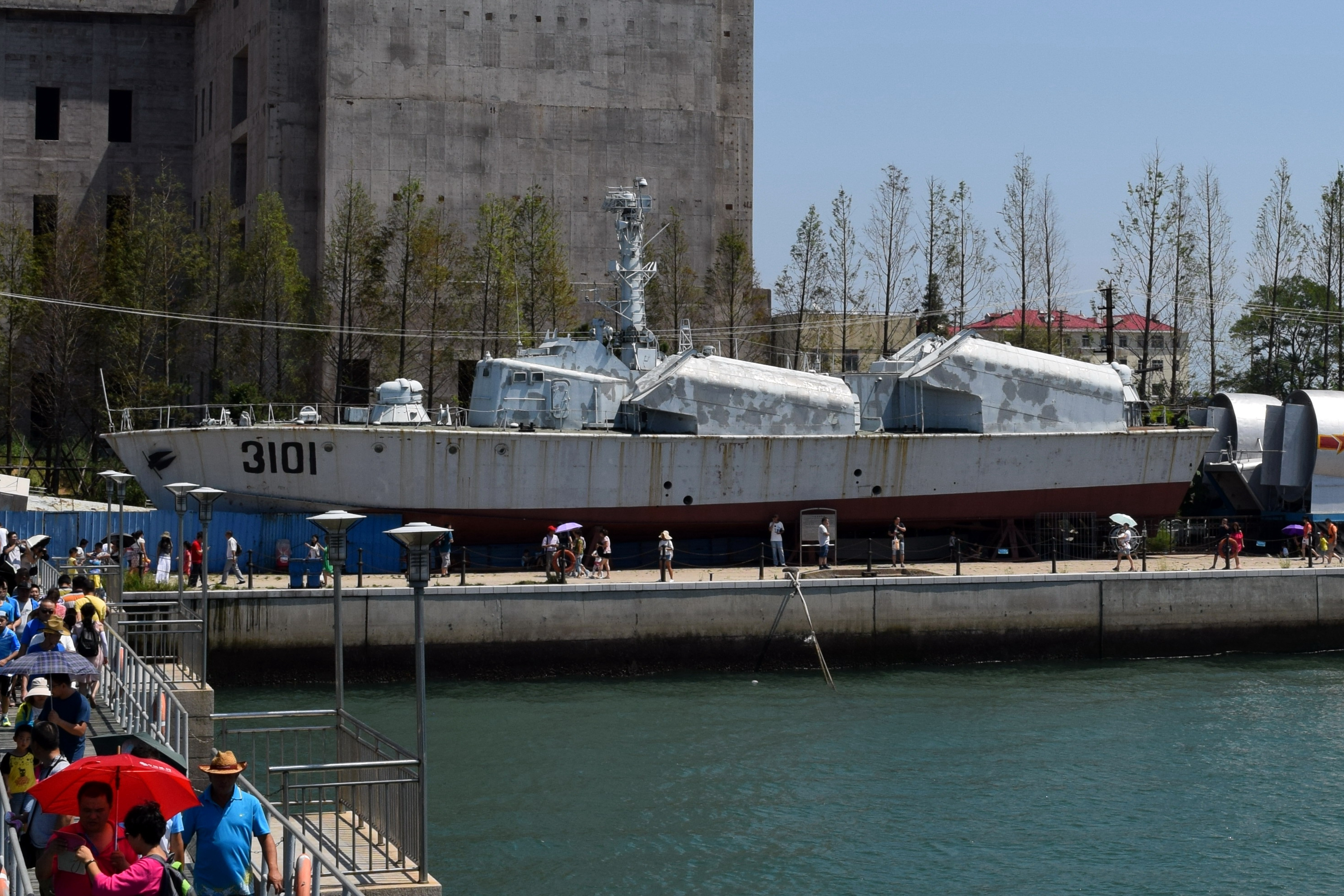
Čínský raketový člun typu 021

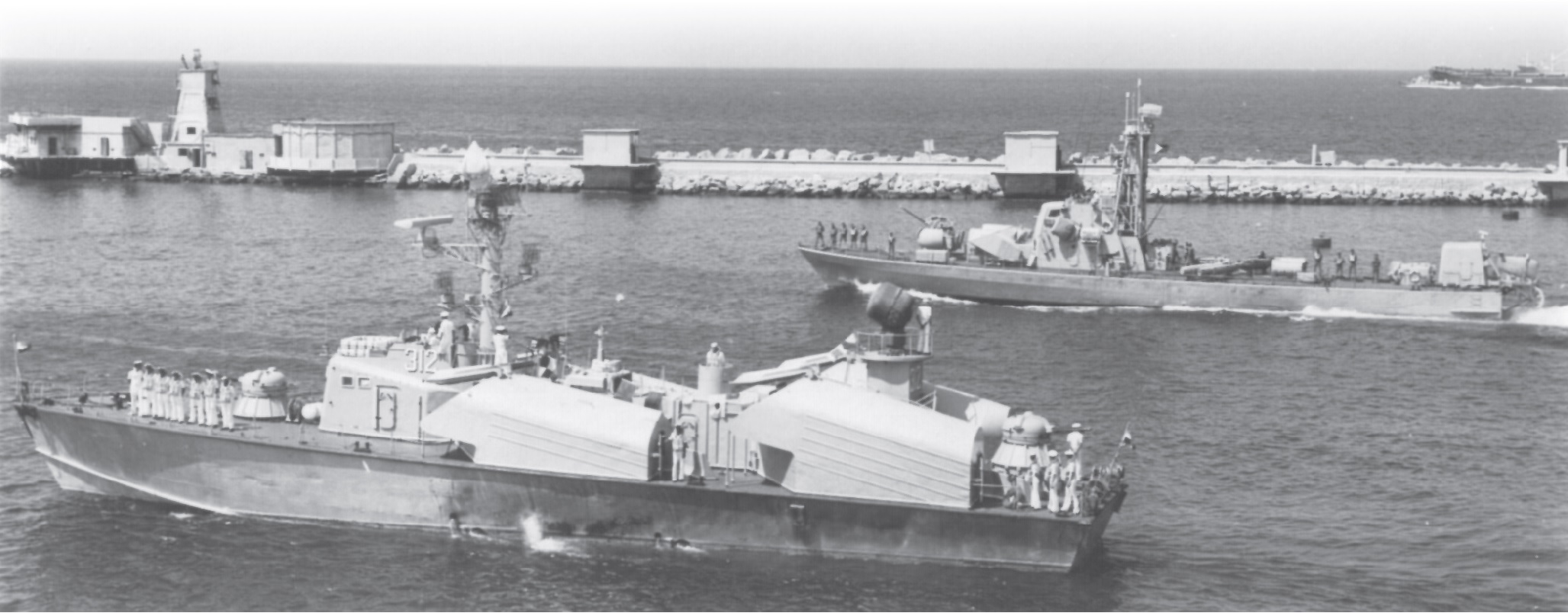
Egyptský raketový člun Osa I v Haifě v září 1979, půl roku po uzavření míru mezi Egyptem a Izraelem. Za ním je izraelský raketový člun třídy Sa'ar 2.

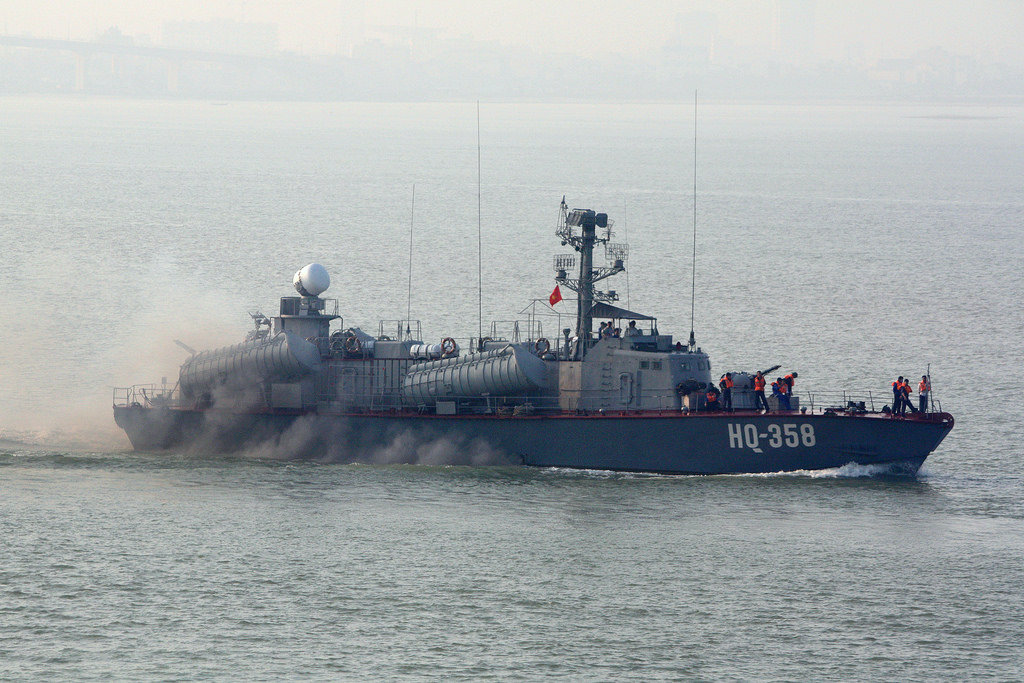
Vietnamský člun HQ-358 v roce 2016

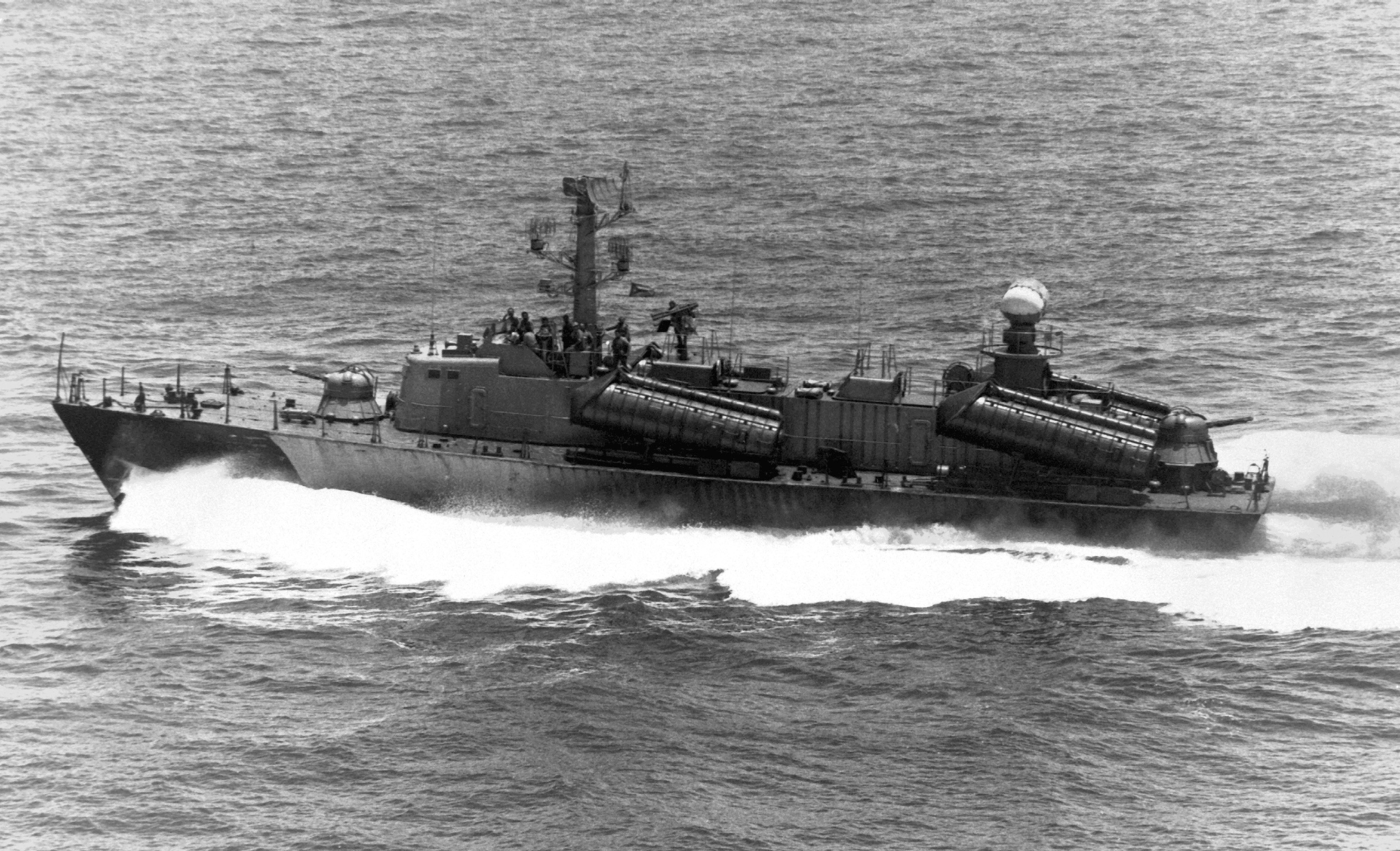
Kubánský člun projektu 205ER v roce 1984

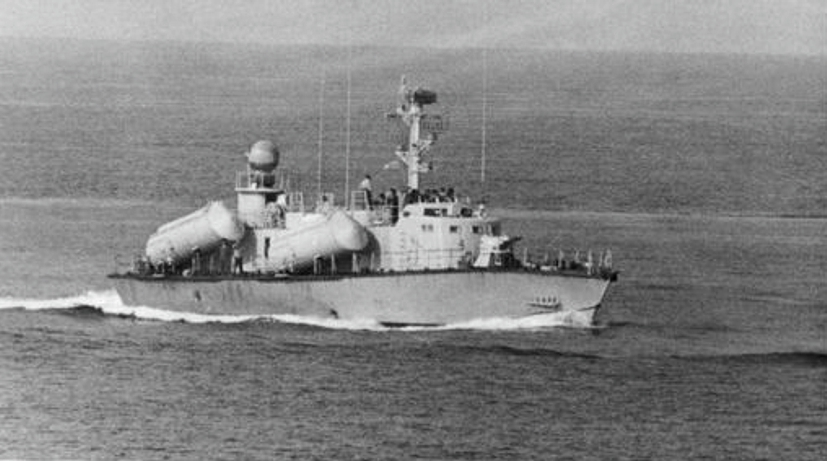
Libyjský člun projektu 205ER v roce 1981

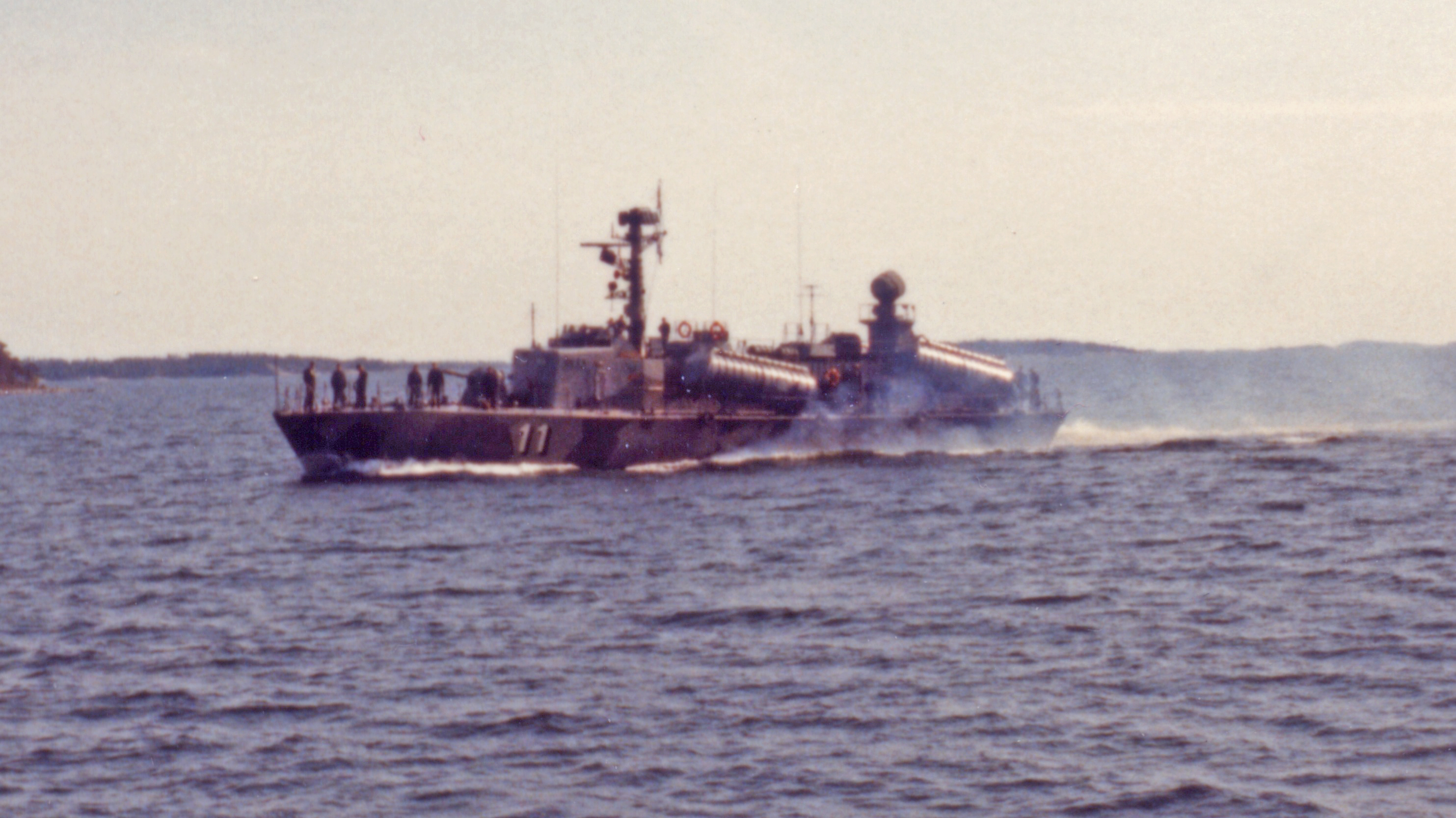
Finský člun licenční třídy Tuima

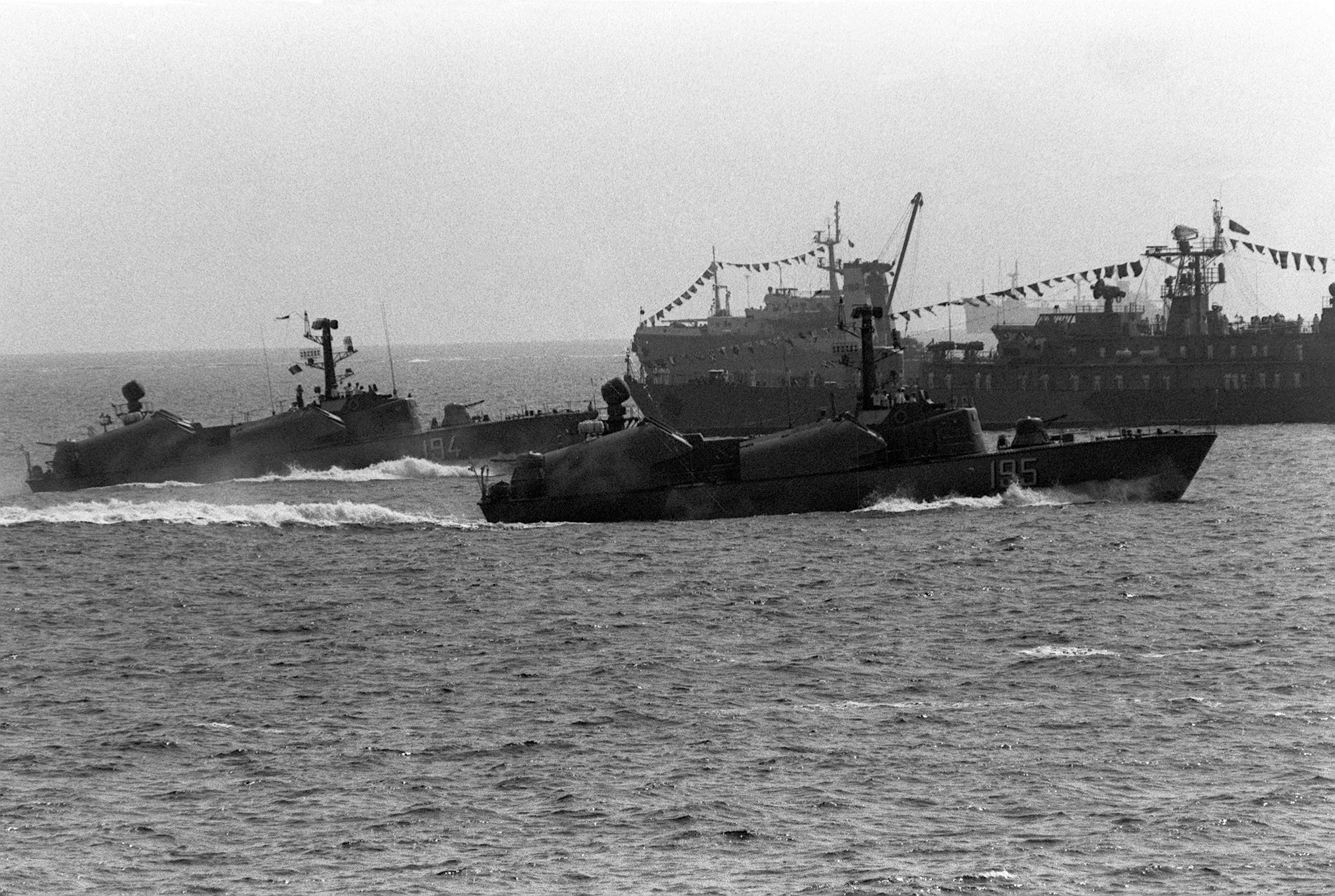
Rumunské čluny Şoimul (194) a Vulturul (195) v roce 1992

- Ázerbájdžánské námořnictvo – Roku 1993 získán jeden člun (ex R-173). Strážní loď G126. Odstraněny rakety a oba systémy AK-230 nahradily dva dvoukanóny ZU-23-2.[11]

 Alžírsko
- Alžírské námořnictvo – Dodány byly tři čluny verze Osa I a devět verze Osa II. Zůstávají ve službě.

 Bangladéš
- Bangladéšské námořnictvo

 Benin
 Bulharsko
- Bulharské námořnictvo

 Čína
- Námořnictvo Čínské lidové osvobozenecké armády

 Egypt
- Egyptské námořnictvo

 Eritrea
 Etiopie
- Etiopské námořnictvo

 Finsko
- Finské námořnictvo – V letech 1974–1975 Finsko ze Sovětského svazu odebralo čtyři raketové čluny třídy Osa II, tvořící třídu Tuima. Od poloviny 90. let sloužily jako minonosky a již jsou vyřazeny.

 Chorvatsko
- Chorvatské námořnictvo

 Indie
- Indické námořnictvo

 Irák
- Irácké námořnictvo

 Írán
- Íránské námořnictvo

 Jemen
 Jižní Jemen
 Jugoslávie
- Jugoslávské námořnictvo

 Severní Korea
- Námořnictvo Korejské lidové armády

 Kuba
- Kubánské revoluční námořnictvo

 Libye
- Libyjské námořnictvo

 Lotyšsko
- Lotyšské námořnictvo

 Východní Německo
- Volksmarine

 Pákistán
- Pákistánské námořnictvo

 Polsko
- Polské námořnictvo – Od 60. let získalo celkem 13 člunů verze Osa I. Již byly vyřazeny.

 Rumunsko
- Rumunské námořnictvo – V letech 1961–1965 odebralo celkem šest člunů verze Osa I.

 Rusko
- Ruské námořnictvo – Čluny zděděné po sovětském námořnictvu byly vyřazeny v 90. letech.[5]

 Severní Jemen
 Somálsko
 Sovětský svaz
- Sovětské námořnictvo

 Sýrie
- Syrské arabské námořnictvo

 Vietnam
- Vietnamské lidové námořnictvo